# Igor Potapowitsch
Igor Gennadjewitsch Potapowitsch (russisch Игорь Геннадьевич Потапович, engl. Transkription Igor Potapovich; * 6. September 1967 in Alma-Ata, Kasachische SSR, Sowjetunion) ist ein ehemaliger kasachischer Leichtathlet, der sich auf den Stabhochsprung spezialisiert hat und bis heute Inhaber des Landesrekordes ist. Bis 1990 startete er für die Sowjetunion und 1992 für das Vereinte Team. Für Kasachstan wurde er 1997 in Paris Hallenweltmeister. Zudem siegte er zweimal bei den Asienspielen und wurde 1998 Asienmeister und zählt damit zu den erfolgreichsten Leichtathleten seines Landes.

## Sportliche Laufbahn
Erste internationale Erfahrungen sammelte Igor Potapowitsch vermutlich im Jahr 1986, als er bei den Juniorenweltmeisterschaften in Athen mit übersprungenen 5,50 m die Goldmedaille gewann. 1989 gewann er bei den Halleneuropameisterschaften in Den Haag mit 5,75 m die Silbermedaille hinter seinem Landsmann Grigori Jegorow und im Jahr darauf belegte er bei den Goodwill Games in Seattle mit 5,57 m den siebten Platz. 1992 siegte er für das Vereinte Team mit einer Höhe von 5,60 m beim IAAF World Cup in Havanna. 1993 belegte er bei den Hallenweltmeisterschaften in Toronto mit 5,50 m den neunten Platz und im August schied er bei den Freiluftweltmeisterschaften in Stuttgart mit 5,65 m in der Qualifikationsrunde aus, ehe er beim IAAF Grand Prix Final in London mit 5,50 m den siebten Platz belegte. Im Dezember gewann er bei den Asienmeisterschaften in Manila mit derselben Höhe die Silbermedaille hinter seinem Landsmann Grigori Jegorow. Im Jahr darauf siegte er mit 5,65 m bei den Asienspielen in Hiroshima und 1995 gewann er bei den Hallenweltmeisterschaften in Barcelona mit 5,80 m die Silbermedaille hinter dem Ukrainer Serhij Bubka. Zudem gelangte er im Sommer bei den Weltmeisterschaften in Göteborg mit 5,60 m im Finale auf den neunten Platz. Im Jahr darauf nahm er an den Olympischen Sommerspielen in Atlanta teil und verpasste dort mit 5,86 m im Finale eine Medaille. Anschließend wurde er beim Grand Prix Final in Mailand mit derselben Höhe Zweiter.
1997 wurde er bei den Hallenweltmeisterschaften in Paris mit 5,90 m Hallenweltmeister und stellte damit einen neuen Asienrekord auf. Im August verpasste er hingegen bei den Freiluftweltmeisterschaften in Athen mit 5,60 m den Finaleinzug. Im Jahr darauf siegte er mit 5,55 m bei den Asienmeisterschaften in Fukuoka und wurde dann beim World Cup in Johannesburg mit 5,60 m Vierter. Anschließend verteidigte er bei den Asienspielen in Bangkok mit 5,55 m seinen Titel. 1999 belegte er bei den Hallenweltmeisterschaften in Maebashi mit 5,70 m den vierten Platz und im August gelangte er bei den Weltmeisterschaften in Sevilla mit 5,70 m im Finale auf Rang sieben. Im Jahr darauf brachte er bei den Olympischen Sommerspielen in Sydney in der Qualifikationsrunde keine gültige Höhe zustande, woraufhin er seine aktive sportliche Karriere im Alter von 33 Jahren beendete.